# Phryxe minuta
Phryxe minuta là một loài ruồi trong họ Tachinidae.